# Laiuse
Laiuse (Duits: Lais) is een plaats in de Estlandse gemeente Jõgeva, provincie Jõgevamaa. De plaats heeft 337 inwoners (2021) en heeft de status van groter dorp of ‘vlek’ (Estisch: alevik).

## Geschiedenis
Laiuse ligt tegen de helling van een heuvel, Laiuse mägi, 144 meter hoog. In het dorp Laiusevälja ten noordoosten van Laiuse liggen de ruïnes van de burcht van Laiuse (Estisch: Laiuse ordulinnus). De burcht, die voor het eerst werd genoemd in 1406, raakte zwaar beschadigd in 1558, gedurende de Lijflandse Oorlog, maar is daarna nog wel gebruikt door Poolse en Zweedse troepen. Tijdens de Grote Noordse Oorlog had Karel XII van Zweden hier zijn hoofdkwartier.
Ook het dorp werd voor het eerst vermeld in 1406 onder de naam Laeghis. Oorspronkelijk werd de naam alleen gebruikt voor de parochie rond de kerk, die ten zuidwesten van Laiuse ligt. Het dorp heette Sootaga. Die naam dook voor het eerst op in 1585. In 1977 kreeg het dorp definitief de naam van de parochie.
De kerk, die gewijd is aan de heilige Joris, werd voor het eerst genoemd in 1319. Ze werd drie maal vernield tijdens de oorlogen in de zestiende, zeventiende en achttiende eeuw, maar steeds weer opgebouwd. In 1766 werd de kerk uitgebreid met een kapel. Tijdens de Tweede Wereldoorlog werd de toren vernield. Pas in de jaren zeventig werd de toren herbouwd. In de jaren 2000-2001 is de pastorie gerestaureerd. Tussen 1909 en 1922 werkte Johan Kõpp, die later in Zweden aartsbisschop van de Estische Evangelisch-Lutherse Kerk in ballingschap zou worden, als dominee in Laiuse.
Het kerkhof bij de kerk bestaat uit twee delen. Het oude deel dateert uit 1777, het nieuwe deel uit 1874.
De basisschool van Laiuse is gesticht in 1822 en is daarmee een van de oudste scholen van Estland.

## Foto's

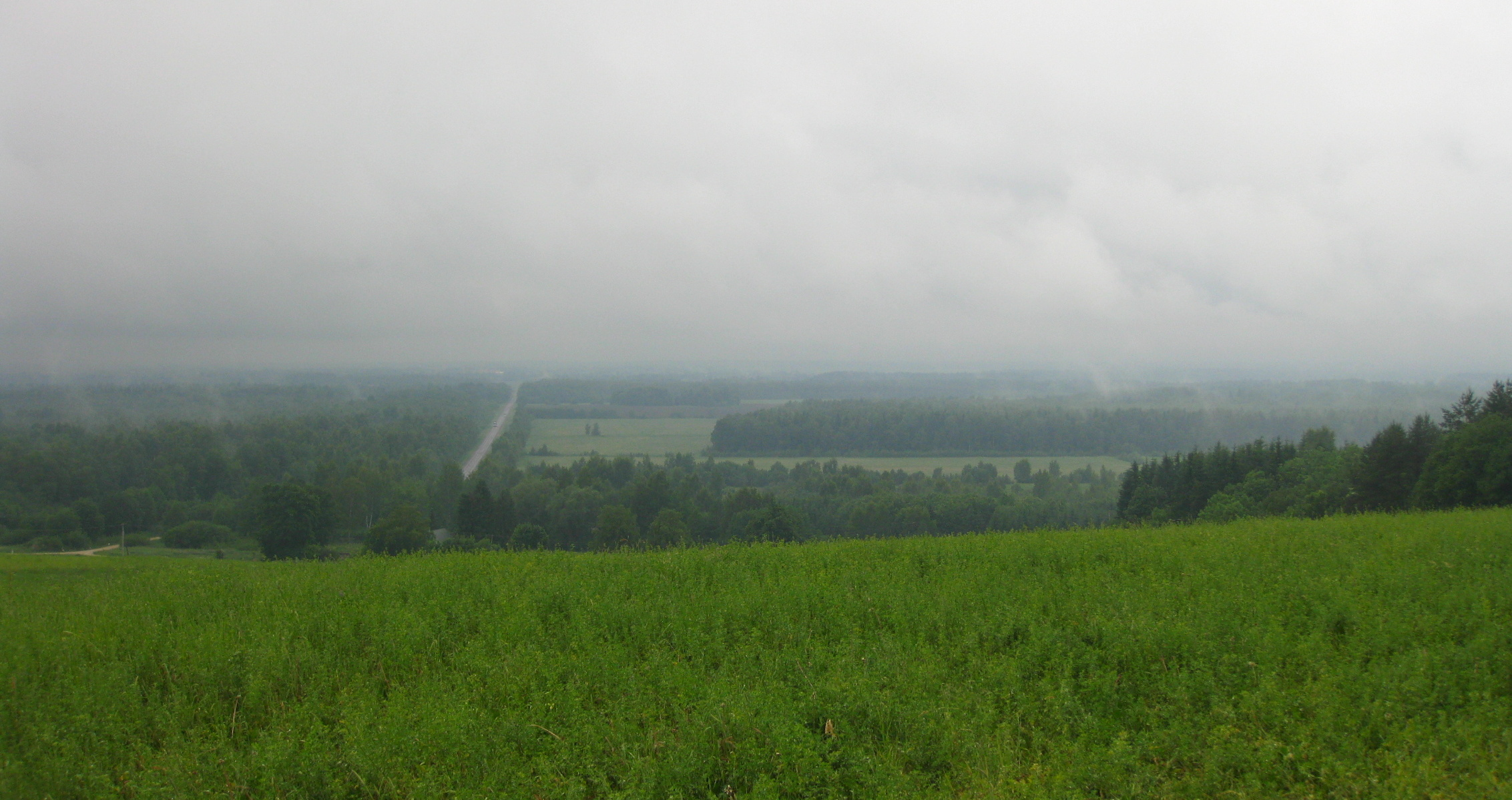
Laiuse mägi
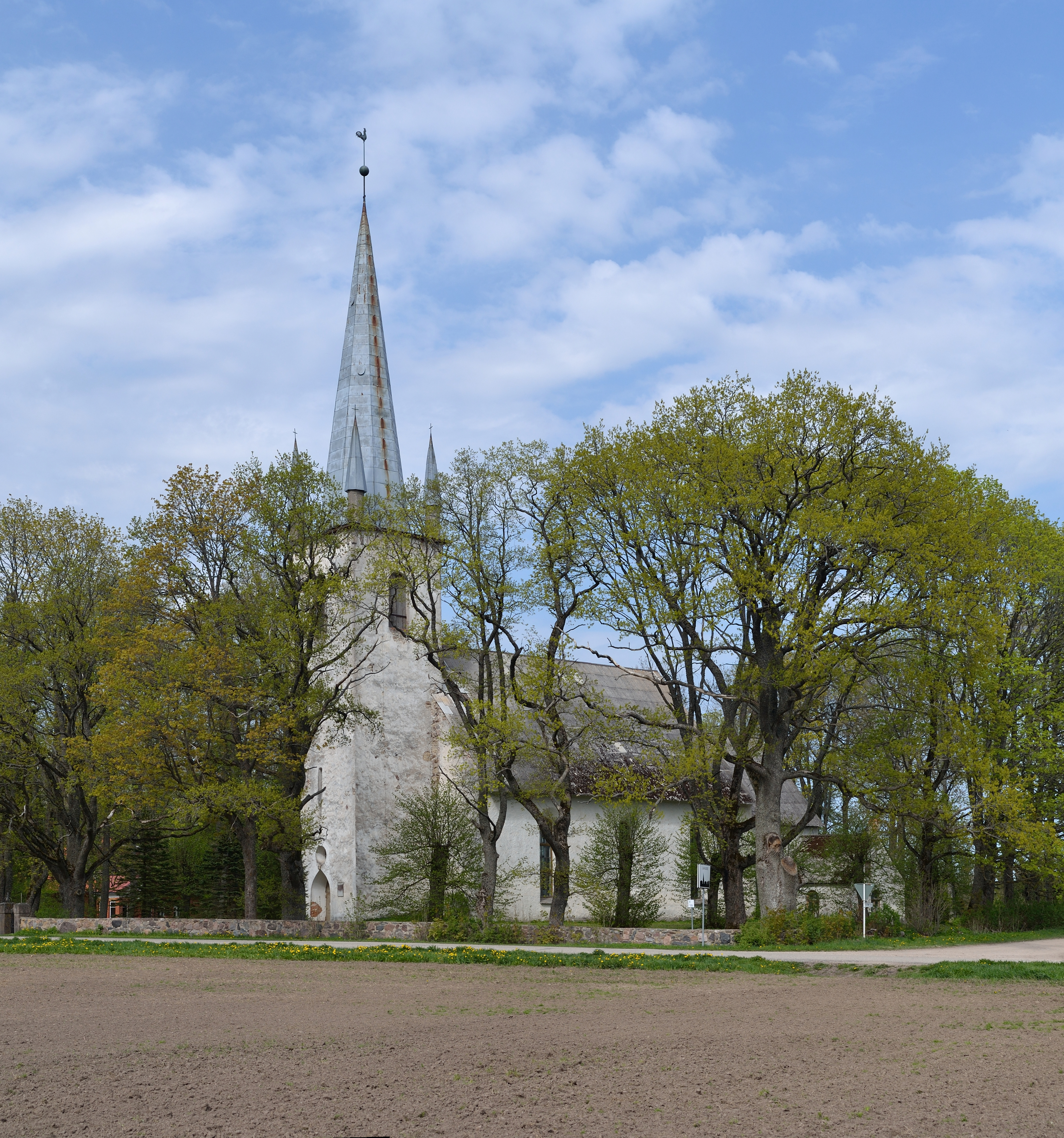
De kerk van Laiuse
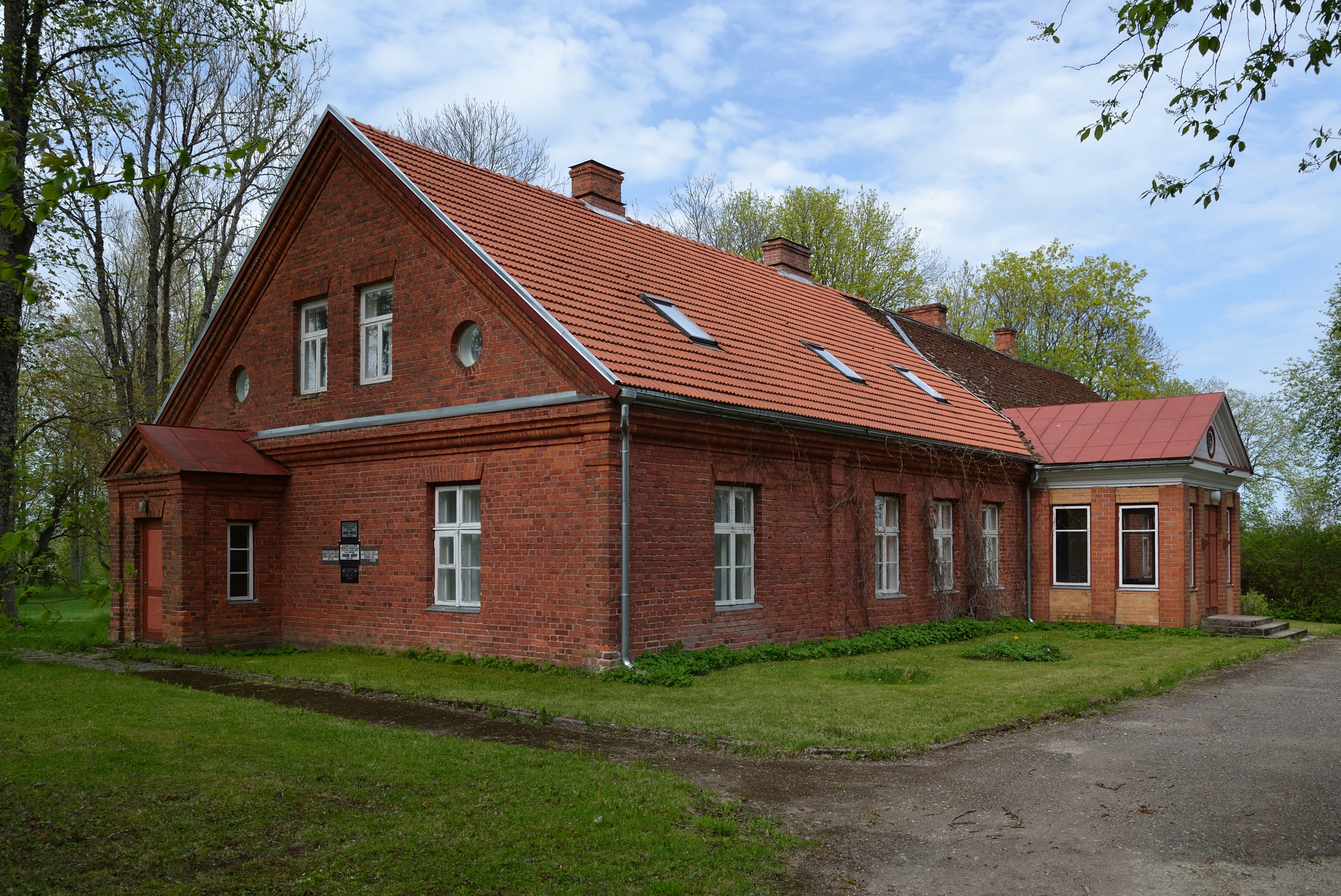
De pastorie
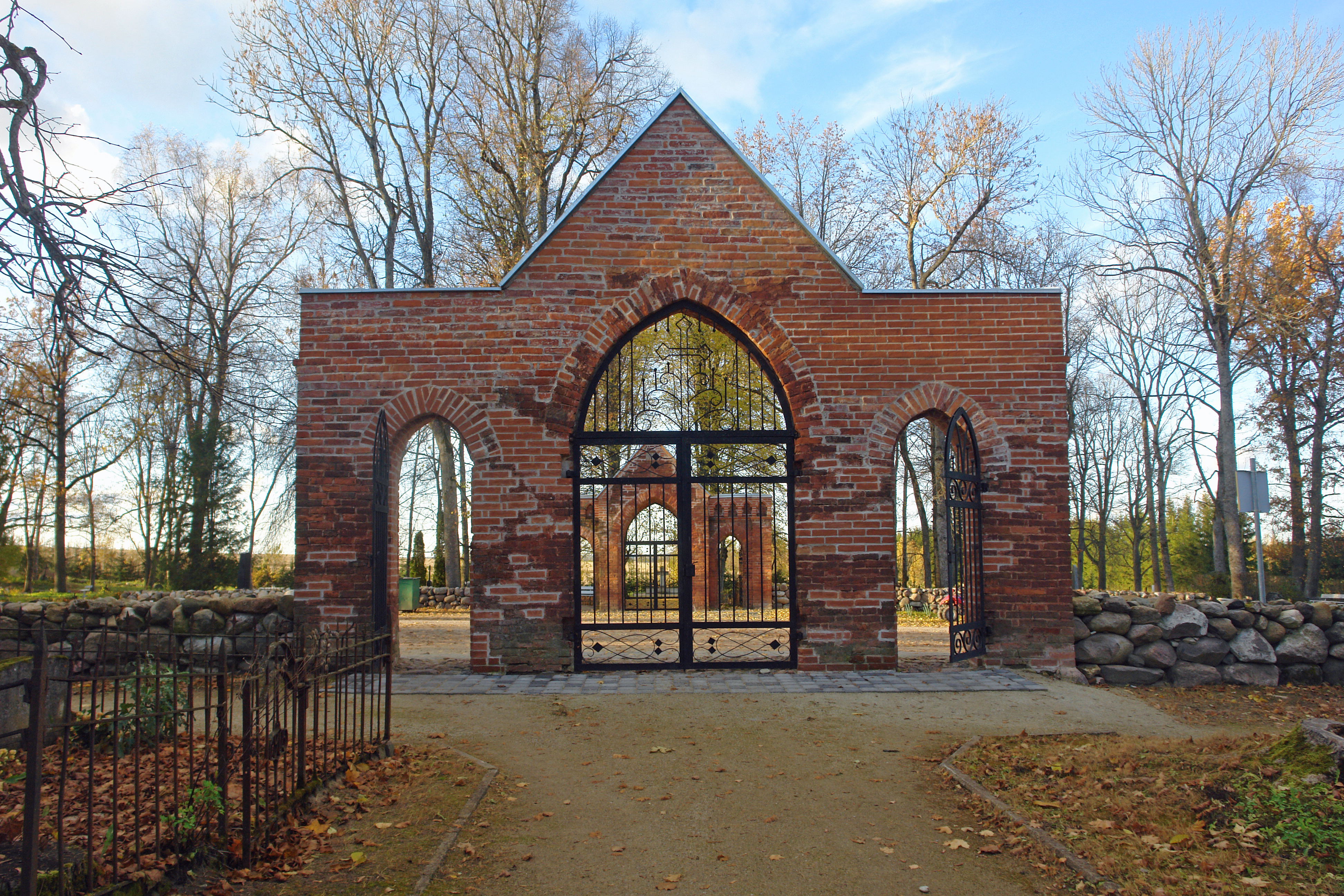
Toegangspoort tot het kerkhof
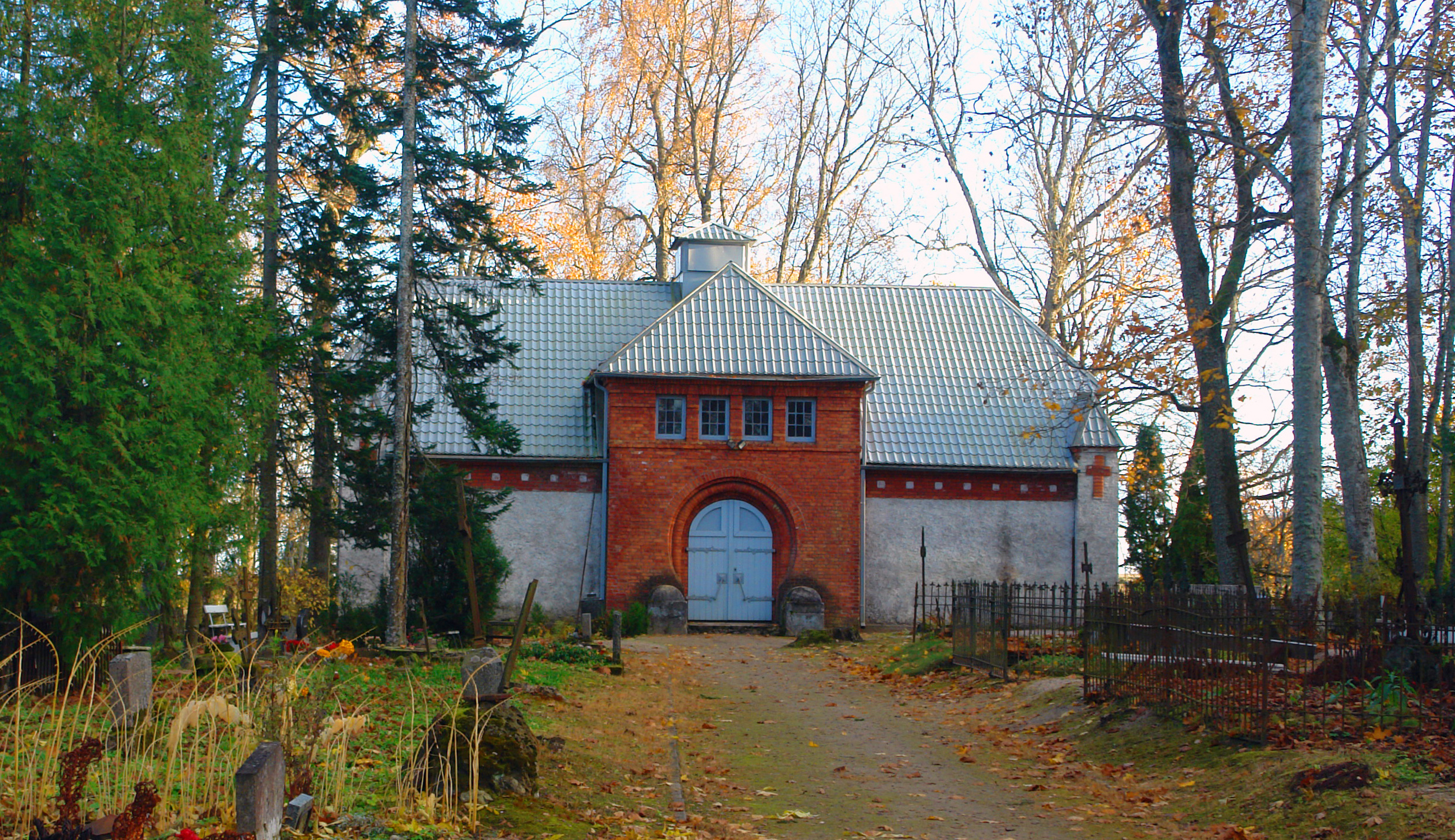
Kapel op het kerkhof